# Музакаев, Дикалу Абузедович
Дика́лу Абузе́дович Музака́ев (род. 24 марта 1960, с. Романовка, Акмолинский район, Акмолинская область, Казахская ССР, СССР) — артист народно-сценического танца и хореограф, руководитель ансамбля «Нохчо» (1992—1996), художественный руководитель ансамбля «Ингушетия» (1996—2001), народный артист Российской Федерации (2004), министр культуры Чеченской Республики (март 2007 — декабрь 2013).

## Биография
В возрасте восьми лет начал танцевать в детском хореографическом коллективе станицы Серноводская. В 1975 году поступил на хореографическое отделение культпросветучилища города Грозный. Одновременно с учёбой танцевал в народном ансамбле «Нийсархой» («Ровесники»).
В 1978 году, после окончания училища, был принят на работу в ансамбль «Вайнах». Гастролировал в составе ансамбля в Португалии и Аргентине, где в городе Санта-Фе в свободное от выступлений время окончил курсы аргентинского танца «Маламбос» и получил диплом института Аргентинской традиционной хореографии.
В 1980—1982 годах проходил службу в Советской армии в качестве артиста ансамбля песни и пляски Северо-Кавказского военного округа. Тогда же начал пробовать свои силы как хореограф, поставив кавказскую хореографическую сюиту «В ауле Ах-Вах» (по мотивам произведений Расула Гамзатова), аргентинский танец «Гаучо» и «Матросский перепляс».
В 1986 году окончил с отличием Московский институт культуры по специальности «балетмейстер-педагог», после чего работал балетмейстером в ансамбле «Вайнах». В 1992 году создал собственный театр фольклорного танца «Нохчо́» («Чеченец»), который просуществовал до августа 1996 года.
В 1996—2001 годах был художественным руководителем ансамбля народного танца «Ингушетия». Под его руководством ансамбль завоевал награды на фестивалях в Закопане (Польша) и Арагоне (Италия), гастролировал по регионам России и за рубежом.
В 2001 году возглавил ансамбль «Вайнах», который в то время практически не существовал — артисты, став беженцами, разъехались по стране, костюмы, инструменты и реквизит были утеряны. Благодаря деятельности Музакаева был набран новый состав ансамбля, приглашены молодые артисты. 18 мая 2001 года в Краснодаре состоялся первый концерт обновлённого ансамбля.
13 марта 2007 года был назначен министром культуры Чеченской Республики. 26 ноября 2009 года ему было присвоено звание Почётного гражданина Чеченской Республики.
26 декабря 2013 года был освобождён от занимаемой должности.

## Литературная деятельность
Дикалу Музакаев — автор книг «„Вайнах“ — жизнь моя!» и «Чеченская культура — от традиционности к современности».

## Награды

### Ордена и медали
- Медаль «За заслуги перед Чеченской Республикой» (2005)
- Орден имени Ахмата Кадырова (2008)[8][9]
- Орден «За развитие парламентаризма в Чеченской Республике» (2008)
- Орден «За заслуги перед Республикой Ингушетия» (2008)
- Орден «За службу России» I степени (2008)
- Почётный гражданин Чеченской Республики (2009)[10]
- Приз «Душа танца» в номинации «Рыцарь народного танца»[11] (2011)
- Медаль «Патриот России» (2013)

### Почётные грамоты
- Министерство культуры РФ «За достижения в культуре» (2007)
- Благодарственное Письмо Президента Чеченской Республики (2008)[12]
- «За активную работу по патриотическому воспитанию граждан Российской Федерации» (2011)

### Звания
- Заслуженный артист Чечено-Ингушской АССР (1991)
- Заслуженный артист Российской Федерации (1996) — ...За заслуги в  области  хореографического  искусства...[13]
- Народный артист Республики Ингушетия (1998)
- Народный артист Российской Федерации (2004) — ...За  большие  заслуги  в  области  искусства...[14][1]
- Почётный гражданин Чеченской Республики (2009)
- Заслуженный артист Абхазии (2010)
- Народный артист республики Башкортостан (2010)
- Народный артист Кабардино-Балкарской республики (2010)
- Заслуженный деятель искусств Чеченской республики (2012)[15].

### Премии
- Премия Правительства Российской Федерации в области культуры (2008)[16].

### на чеченском языке
- Саралиева Табарк. Кхиамаша корта ца хьовзийнарг (чеченский) // Даймохк : газета. — 2010. — № 30. — С. 3.
- Саралиева Табарк. Музакаев Дикалун — 50 шо (чеченский) // Даймохк : газета. — 2010. — № 1 апреля.